# Лидз, Эндрю
Эндрю Харрисон Лидз (англ. Andrew Harrison Leeds; род. 24 сентября 1981, Клируотер, Флорида, США) — американский актёр, сценарист, исполнительный продюсер.

## Биография и карьера
Актёрский дебют Эндрю состоялся в 1992 году, когда он озвучил одного из персонажей мультфильма «The Poky Little Puppy’s First Christmas». В 1995 году он снялся в комедии «Майор Пэйн» в роли кадета Дотсона. На сегодняшний день его фильмография насчитывает более 70 фильмов и телесериалов.
В 2016—2017 годах снялся в телесериале «В четырёх стенах» (The Great Indoors) в относительно небольшой, но яркой и запоминающейся роли мастера по изготовлению джемов, варенья и конфитюра, одаривающего своей сладкой продукцией всех, с кем пересекается, согласно психологическому профилю одариваемого — Пола, эксцентричного бойфренда главной героини Брук (Сюзанна Филдинг).

## Избранная фильмография
| Год       |   | Русское название              | Оригинальное название         | Роль               |
| --------- | - | ----------------------------- | ----------------------------- | ------------------ |
| 1995      | ф | Майор Пэйн                    | Major Payne                   | кадет Дотсон       |
| 2003—2004 | с | Части тела                    | Nip/Tuck                      | Генри Шапиро       |
| 2008      | с | Грязь                         | Dirt                          | Алан               |
| 2012—2015 | с | Кости                         | Bones                         | Кристофер Пелант   |
| 2013—2014 | с | Морская полиция: Лос-Анджелес | NCIS: Los-Angeles             | Джон Букер         |
| 2014—2015 | с | Кристела                      | Cristela                      | Джош               |
| 2015      | ф | Антураж                       | Entourage                     | ассистент кастинга |
| 2016      | ф | Новогодний корпоратив         | Office Christmas Party        | Тим                |
| 2016      | с | Современная семейка           | Modern Family                 | Рич                |
| 2016      | с | Бесстыжие                     | Shameless                     | Мика               |
| 2016—2017 | с | В четырёх стенах              | The Great Indoors             | Пол                |
| 2017—2019 | с | Достать коротышку             | Get Shorty                    | Кен Стивенсон      |
| 2020—2021 | с | Необыкновенный плейлист Зои   | Zoey's Extraordinary Playlist | Дэвид Кларк        |